# 林志隆 (體育主播)
林志隆（英文：Julian Lin），台灣體育主播，現任愛爾達體育台NBA球評，Golf101高球週報主播；曾任udn tv新聞台體育中心主任兼主播。
因以轉播籃球比賽為主，而讓眾多球迷留下深刻印象，從2000年至今，連續擔任NBA主播或球評，超過24年。，從1995年加入台灣第一家體育台TVIS(後稱年代體育台），中間歷經東森育樂台，ESPN，衛視體育台，北京新傳體育台，公共電視，愛爾達體育台，前後超過28年的體育播報資歷；播報過中華職棒、中華職籃、台灣大聯盟、SBL超級籃球聯賽、HBL高中籃球聯賽、台灣高球巡迴賽等國內重要賽事。另外在國外的職業賽事部分，除了NBA最為人所知，也曾播報MLB、NFL（包括超級盃）、美巡賽男子、女子高球賽（包括各大賽），以及職業網球四大賽等等。。
2014年應台北捷運公司之邀約，參與「捷客任務」形象宣傳。

## 轉播經歷
- 中華職籃
- 超級籃球聯賽
- 中華職棒
- 台灣大聯盟
- 台灣高球巡迴賽
- NBA
- MLB
- NFL
- PGA
- LPGA
- 台北羽球公開賽
- 瓊斯杯籃球
- 亞運
- 東亞運
- 世運會
- 聽奧
- 北京奧運製作人

## 從業經歷
- 年代MUCH台
- 東森育樂台
- 愛爾達電視台
- ESPN STAR Sports
- udn tv
- [[北京新傳體育台］］

## 外部連結
- 林志隆的Facebook專頁